# Benoît Lepelletier
Benoît Lepelletier (né le 10 juillet 1978) est joueur d’échecs français, maître international depuis 1995.

## Carrière individuelle
Son classement international le plus élevé est une deuxième place au championnat du monde des échecs des moins de 14 ans, en 1992, à Duisbourg. Il participe régulièrement au championnat de France d’échecs. Sa meilleure performance est une troisième place (au départage, à égalité de points avec le deuxième), en 1995, à Toulouse.
En 1996, il obtient une norme de Grand maître international lors du « Tournoi du GMI du CEIT » à Toulouse.

## Carrière en club
En club, il a d’abord joué pour l’Échiquier Orangeois, lors des saisons 1997-1998, 1998-1999, 1999-2000 et 2001-2002, puis en 2003-2004, dans la division d’élite du championnat de France des clubs d'échecs (nommée Nationale 1 puis Top 16) et il a également fait partie du club de « Thomas Bourgneuf – Créteil », pour les saisons 2005-2006 et 2006-2007. Il participe en 2018-2019 au Championnat de France d'échecs des clubs avec Cannes Échecs.
En janvier 1997, il atteint son plus haut classement Elo, avec 2 485 points. Il était le 13e Français par son classement Elo.